# Ninthoinganba Meetei
Khumanthem Ninthoinganba Meetei (sinh ngày 13 tháng 7 năm 2001) là một cầu thủ bóng đá người Ấn Độ thi đấu ở vị trí tiền vệ cho Indian Arrows ở I-League.

## Sự nghiệp
Sinh ra ở Manipur, Meetei từng nằm trong AIFF Elite Academy chuẩn bị cho Giải vô địch bóng đá U-17 thế giới 2017 diễn ra ở Ấn Độ. Sau giải đấu, Meetei được lựa chọn thi đấu cho Indian Arrows, một đội bóng của All India Football Federation bao gồm các cầu thủ U-20 Ấn Độ để họ có thời gian chơi bóng. Anh có màn ra mắt cho đội bóng 5 tháng 12 năm 2017 trước Minerva Punjab. Anh vào sân ở phút 85 và Indian Arrows thất bại 2–0.

## Quốc tế
Meetei đại diện U-17 Ấn Độ tham dự Giải vô địch bóng đá U-17 thế giới 2017 tổ chức ở Ấn Độ.

## Thống kê sự nghiệp
Tính đến 27 tháng 2 năm 2018
| Câu lạc bộ          | Mùa giải            | Giải vô địch        | Giải vô địch | Giải vô địch | Cúp     | Cúp       | Châu lục | Châu lục  | Tổng    | Tổng      |
| Câu lạc bộ          | Mùa giải            | Hạng đấu            | Số trận      | Bàn thắng    | Số trận | Bàn thắng | Số trận  | Bàn thắng | Số trận | Bàn thắng |
| ------------------- | ------------------- | ------------------- | ------------ | ------------ | ------- | --------- | -------- | --------- | ------- | --------- |
| Indian Arrows       | 2017–18             | I-League            | 9            | 0            | 0       | 0         | —        | —         | 9       | 0         |
| Tổng cộng sự nghiệp | Tổng cộng sự nghiệp | Tổng cộng sự nghiệp | 9            | 0            | 0       | 0         | 0        | 0         | 9       | 0         |